# Dial M for Murder
Dial M for Murder là một bộ phim ly kỳ giật gân năm 1954 của Mỹ sản xuất được chuyển thể từ một vở kịch sân khấu khá thành công, đạo diễn bởi Alfred Hitchcock và phát hành bởi Warner Bros. Các diễn viên gồm Ray Milland, Grace Kelly, và Robert Cummings.

## Nội dung
Tony Wendice (Ray Milland) phát hiện vợ mình Margot Mary Wendice (Grace Kelly) ngoại tình với người bạn là Mark Halliday (Robert Cummings) và hắn cũng không còn yêu vợ mình nữa nên âm mưu giết vợ mình để thừa kế toàn bộ tài sản rất lớn trong di chúc của 2 vợ chồng. Bằng thủ đoạn kín kẽ hắn đã thuê Swann (Anthony Dawson) - một người bạn học chung trường Đại Học đang sống trong cảnh túng thiếu giết vợ mình. Hắn đã lập nên một kế hoạch hết sức hoàn hảo cho Swann nhưng chỉ 1 sai lầm nhỏ đã khiến hắn phải trả giá.

## Diễn viên
- Ray Milland vai Tony Wendice
- Grace Kelly vai Margot Mary Wendice
- Robert Cummings vai Mark Halliday
- John Williams vai Thanh tra Hubbard
- Anthony Dawson vai Captain Lesgate hay Charles Alexander Swann

## Đánh giá
- Phim đứng thứ 200 trong Top 250 của Internet Movie Database